# Омела американська
{{#ifeq:0|0|{{#if:|{{#if:Phoradendronleucarpum|[[]}}|}}}}
Омела американська (Phoradendron leucarpum) — це вид омели з родини санталових (Santalaceae), який походить зі Сполучених Штатів і Мексики. Його загальні назви: омела американська, омела східна, омела волосиста та омела дубова. Її батьківщиною є Мексика та континентальна частина США; листяні ліси та рідколісся на висотах 0–1800 метрів.  Це напівпаразит, живе на гілках дерев. Ягоди білі, 3–6 міліметрів. Має супротивне листя, шкірясте і товсте. Вживання ягід може викликати подразнення шлунка та кишечника з діареєю, зниженням кров'яного тиску та уповільненням пульсу. Цей чагарник може виростати до 1 метра.

## Опис рослини
Це напівпаразитичний кущик 40–100 см заввишки, дводомний. Стебла зелені, сірувато-зелені або жовтувато-зелені, волосисті, стають голими. Листки яскраво-зелені, жовтувато-зелені або сірувато-зелені, добре розвинені, запушені; листкові ніжки 3–8 мм; листкові пластини обернено яйцеподібні, лопатчасті, яйцюваті, яйцеподібно-еліптичні або майже округлі, 14–48 × 8–30 мм, верхівка закруглена. Тичинкові суцвіття 10–80 мм, запушені. Маточкові суцвіття 10–80 мм, запушені. Квіти: пелюстків 3, 1 мм. Ягоди білі, довгасті або кулясті, 3–6 × 2–5 мм, голі. Цвітіння: жовтень–березень.

## Культура і традиції
Phoradendron leucarpum використовується в Північній Америці як замінник аналогічної європейської омели Viscum album, у різдвяних прикрасах і пов’язаних з Різдвом традиціях (таких як «поцілунки під омелою»), а також у ритуалах сучасних друїдів. Його комерційно збирають і продають для цих цілей. 
Phoradendron leucarpum є квітковою емблемою штату Оклахома. У штаті не було офіційної квітки, тому омела залишалася квіткою штату, допоки Оклахомська троянда не була визначена такою в 2004 році. 

## Екологія
Понад 60 видів дерев є господарями для P. leucarpum, особливо дерева з родів Acer (клен), Fraxinus (ясен), Juglans (волоські горіхи), Nyssa, Platanus (платани), Populus (тополі), Quercus (дуби), Salix (верби) і Ulmus (в'язи). 

## Дика природа
Хоча клейка речовина, що вкриває плоди, токсична для людей, вона є улюбленою для деяких птахів.